# Seznam postojank Vaških straž
Seznam postojank Vaških straž je urejen po kraju, kjer so bile prisotne.

## Seznam
- Ajdovec
- Ambrus
- Begunje
- Bevke
- Bela Cerkev
- Bizovik
- Bloke
- Borovnica
- Brezovica
- Brusnice
- Cerknica
- Čatež
- Črnomelj
- Čušperk
- Devica Marija (Polje)
- Dobrnič
- Dobrova
- Dobrunje
- Dobec
- Dolenja vas
- Dolenje Otave
- Dragatuš
- Dravlje
- Drenov Grič
- Grčarevec
- Grosuplje
- Hinje
- Hočevje (Ilovo)
- Horjul
- Hotederšiča
- Ig
- Karlovica
- Kočevje
- Kompolje
- Kopanj
- Koprivnik
- Koreno
- Ligojna
- Log, Dolenjska
- Log, Ljubljana
- Loški potok
- Mali Korinj
- Mirna
- Metlika
- Mokronog
- Notranje gorice
- Orle
- Pijava gorica
- Podpeč
- Polhov gradec
- Polica
- Prečna
- Primskovo
- Račna
- Rakek
- Rakitna
- Ribnica
- Rob
- Rudnik pri Ljubljani
- Sela - Šumbrek
- Selo
- Semič
- Sodražica
- Stari trg
- Stična
- Struge
- Sv. Gregor
- Sv. Trije Kralji
- Sv. Vid (Cerknica)
- Škocjan pri Turjaku
- Šmarje
- Šmartno ob Savi
- Šmihel - Stopiče
- Št. Jošt
- Št. Jurij
- Št. Rupert (Šentrupert)
- Temenica
- Tisovec
- Tomišelj
- Trebnje
- Turjak
- Velika Slevica
- Velike Lašče
- Velike Poljane
- Verd
- Vrhnika
- Zagorica
- Zagradec
- Zaplana
- Žužemberk
- Žvirče